# هشدار برای کبرا ۱۱
هشدار برای کبرا ۱۱ – پلیس بزرگراه (به آلمانی: Alarm für Cobra 11 – Die Autobahnpolizei) سریال تلویزیونی آلمانی دربارهٔ یک تیم دو نفره از پلیس بزرگراه است. این سریال در بیش از ۱۲۰ کشور به نمایش درآمده است. تا به حال ٢٨ فصل از این سریال منتشر شده‌است.

## تاریخچه و ویژگی‌ها
این سریال شروع موفقیت‌آمیز خود را سال ۱۹۹۶ در شبکه RTL آلمان آغاز کرد. ۲ شخصیت اصلی سریال ۲ افسر پلیس بزرگراه آلمان هستند که کار تعقیب مجرمان در بزرگراه‌ها و تأمین امنیت در جاده‌های اطراف شهر را به عهده دارند. حادثه؛ برخورد، تصادف؛ پرواز خودروها در هوا و انفجار تقریباً پای ثابت تمام قسمت‌های این سریال آلمانی است. به‌طور متوسط در هر قسمت در این سریال ۲ تا ۳ نفر کشته می‌شوند و ۵ تا ۶ خودرو نابود می‌شوند.

## شخصیت‌ها

### سمیر گِرکان
اصلی‌ترین شخصیت مجموعه، سمیر گِرکان (با بازی اردوغان آتالای) است که از سومین قسمت سریال در سال ۱۹۹۶ تا کنون در نقش خود باقیست. او صاحب یک ب ام و نقره‌ای سری ۳ است که از آن برای گشت نامحسوس در بزرگراه استفاده می‌کند. افزون بر آن، دارای خودروهای اعجاب‌انگیزی چون فراری اسپایدر ۳۵۵ است. البته گاهی پیشامدهای ناگواری برای برخی از خودروهای سمیر رخ می‌دهند. برای نمونه ب ام و در بسیاری از از مأموریت‌ها آسیب می‌بیند و فراری نیز دزدیده می‌شود. سمیر هرچند شوخ‌طبع است، در کارش جدی است و برای انجام مأموریتش از هیچ تلاشی فرونمی‌گذارد.

### تام کرانیش
تام کرانیش (با بازی رنه اشتینک) محبوب‌ترین همکار سمیر در تمام طول سریال است. او جوانی اجتماعی و شوخ است و طبعی بخشنده دارد. در اولین روز کاری خود، با دوچرخه سر کار می‌رود و قبل از رسیدن به ایستگاه پلیس، درگیر یک تصادف می‌شود و از همان‌جا با سمیر آشنا می‌شود. او در کنار سمیر، وظایفش را به خوبی انجام می‌دهد. تام صاحب یک مرسدس بنز کلاس سی‌ال کی ۳۲۰ است که این خودرو نیز بارها آسیب می‌بیند.

#### سرانجامِ تام کرانیش
تام بعد از مرگ نامزدش، از نیروی پلیس خداحافظی می‌کند و همکار جدید سمیر، «یان» مدتی در کنار او خدمت می‌کند تا اینکه «یان» نیز از پلیس بزرگراه به واحد دیگری منتقل می‌شود و سمیر مجدداً به دنبال تام می‌رود و در اپیزود «بازگشت» تام مجدداً به سریال اضافه می‌شود. اما سرانجام، مدتی بعد در اپیزود «مرگ و زندگی» در حین عملیات، کشته می‌شود. مرگ تام بزرگترین ضربه‌ای است که در طول سریال به سمیر وارد می‌شود.

### کریس ریتر
کریس ریتر (با بازی گادیون بورکهارد) بلافاصله بعد از مرگ تام، وارد داستان می‌شود. او یک پلیس مخفی است و در جریان مرگ تام، با سمیر همراه می‌شود. در زمان انتقام مرگ تام، تبدیل به همکاری دوست داشتنی برای سمیر می‌شود. اما کریس هم بیش از ۲۲ اپیزود دوام نمی‌آورد و به دست یک باند مافیایی کشته می‌شود. سمیر باز هم ضربه روحی بزرگی از این اتفاق می‌خورد و به دنبال انتقام مرگ کریس، باند مافیایی را متلاشی می‌کند.

### بن یِگر
بن یگر (با بازی تام بک) همکار سمیر بود که بعد از مرگ کریس، به داستان اضافه می‌شود که با کمک او عامل قتل کریس را طی داستان‌هایی به دادگاه می‌رسانند. در ابتدا سمیر اصلاً از رفتارها و طرز عملکرد او خوشش نمی‌آید و بن را فردی جاه طلب و خودرأی می‌داند (که البته همین‌طور هم هست). اما بعد از انتقام مرگ کریس، بن و سمیر، دوستان بسیار خوبی برای یکدیگر می‌شوند. بن، یک مرسدس بنز E500 دارد. بن نیز پس از مدتی از پلیس بزرگراه خداحافظی کرد به این سریال وارد شد؛ زیرا تام بک (بازیگر این نقش) عازم هالیوود بود. البته شایعه شده بود که بن در اواخر سال ۲۰۱۴ به این سریال بازمی‌گردد که محقق نشد.

### هوته و دیتر
هوته هرزبرگر و دیتر بونرات، تیم پشتیبانی کبرا ۱۱ هستند که از ایستگاه پلیس بزرگراه، عملیات این تیم را پشتیبانی می‌کنند. هوته و دیتر، به عبارتی، چاق و لاغرِ سریال محسوب می‌شوند و بهترین دوستان یکدیگر هستند و جدا کردن این ۲ از یکدیگر، نشدنی است. آن‌ها معمولاً سوار بر یک پورشه سبز و نقره‌ای که خودروی گشت بزرگراه است، دیده می‌شوند.
هردوی آن‌ها در سریال کشته شده‌اند

#### جدایی هوته و دیتر
هوته بعد از ۴۳ سال خدمت در نیروی پلیس، در شرف بازنشستگی است. در اپیزود «۷۲ ساعت اضطراب» در روزهای آخر خدمت و در آخرین پرونده خود، برای نجات بن از تیررس یک تک‌تیرانداز، او را هل می‌دهد و گلوله به سینه خودش اصابت می‌کند. لحظاتی بعد، در حالی که سمیر، بن، دیتر و کیم کروگر (رئیس پلیس بزرگراه) در کنار او هستند، جان می‌دهد.
دیتر نیز در چند فصل بعد در حین نجات جان جنی جان خود را به وسیلهٔ تک تیرانداز و انفجار ماشین از دست می‌دهد.
دنیل روزنر
همکار جدید سمیر گرکان هست که از سال ۲۰۱۶ تا ۲۰۱۹ در نقش پاول رنر در سریال هشدار برای کبرا ۱۱ حضور داشت. او در ۶۴ قسمت از فصل ۲۱ تا ۲۶ ایفای نقش کرد و در آخرین قسمت از فصل ۲۶ با سمیر خداحافظی کرد و همراه با پدر و مادرش به نیوزیلند مهاجرت کرد.

## بدل‌کار
یکی از اعضای تیم بدل‌کار این مجموعه، یک ایرانی به نام پیمان ابدی بود. او در سال ۱۳۸۵ به ایران آمد و در ۱۶ اردیبهشت ۱۳۸۸ در زمان اجرای نقش بدل‌کاری در زمان فیلم‌برداری فیلم چشم‌های نامحسوس بر اثر پیش آمد یک حادثه ناشی از عدم بررسی‌های لازم در ایمنی کار، جان خود را از دست داد.

## بازیگران
| نقش              | هنرپیشه         | شغل           | فصل‌ها    | فصل‌ها       | فصل‌ها    | فصل‌ها    | فصل‌ها    | فصل‌ها    | فصل‌ها    | فصل‌ها    | فصل‌ها       | فصل‌ها       | فصل‌ها       | فصل‌ها       | فصل‌ها       | فصل‌ها       | فصل‌ها       | فصل‌ها       | فصل‌ها       | فصل‌ها       | فصل‌ها       | فصل‌ها       | فصل‌ها    | فصل‌ها     |
| نقش              | هنرپیشه         | شغل           | ۱        | ۲           | ۳        | ۴        | ۵        | ۶        | ۷        | ۸        | ۹           | ۱۰          | ۱۱          | ۱۲          | ۱۳          | ۱۴          | ۱۵          | ۱۶          | ۱۷          | ۱۸          | ۱۹          | ۲۰          | ۲۱       | ۲۲        |
| ---------------- | --------------- | ------------- | -------- | ----------- | -------- | -------- | -------- | -------- | -------- | -------- | ----------- | ----------- | ----------- | ----------- | ----------- | ----------- | ----------- | ----------- | ----------- | ----------- | ----------- | ----------- | -------- | --------- |
| فرانک اِشتولته    | یوهانس براندروپ | کارآگاه       | نقش اصلی |             |          |          |          |          |          |          |             |             |             |             |             |             |             |             |             |             |             |             |          | نقش مهمان |
| اینگو فیشر       | رنه اِشتِرِکِر      | کارآگاه       | نقش اصلی |             |          |          |          |          |          |          |             |             |             |             |             |             |             |             |             |             |             |             |          |           |
| سِمیر گِرکان       | اردوغان آتالای  | کارآگاه       | نقش اصلی | نقش اصلی    | نقش اصلی | نقش اصلی | نقش اصلی | نقش اصلی | نقش اصلی | نقش اصلی | نقش اصلی    | نقش اصلی    | نقش اصلی    | نقش اصلی    | نقش اصلی    | نقش اصلی    | نقش اصلی    | نقش اصلی    | نقش اصلی    | نقش اصلی    | نقش اصلی    | نقش اصلی    | نقش اصلی | نقش اصلی  |
| کاتارینا لامپرِخت | آلموت اِگِرت      | رئیس پلیس     | نقش اصلی | برخی قسمت‌ها |          |          |          |          |          |          |             |             |             |             |             |             |             |             |             |             |             |             |          |           |
| آندره فوکس       | مارک‌کلر         | کارآگاه       |          | نقش اصلی    | نقش اصلی | نقش اصلی |          |          |          |          |             |             |             |             |             |             |             |             |             |             | نقش مهمان   |             |          |           |
| تام کرانیش       | رنه اشتینک      | کارآگاه       |          |             |          |          | نقش اصلی | نقش اصلی | نقش اصلی | نقش اصلی |             | نقش اصلی    | نقش اصلی    | نقش اصلی    |             |             |             |             |             |             |             |             |          |           |
| یان ریشتِر        | کریستیان اولیور | کارآگاه       |          |             |          |          |          |          |          |          | نقش اصلی    | نقش اصلی    |             |             |             |             |             |             |             |             |             |             |          |           |
| کریس ریتِر        | گادیون بورکهارد | کارآگاه       |          |             |          |          |          |          |          |          |             |             |             | نقش اصلی    | نقش اصلی    |             |             |             |             |             |             |             |          |           |
| بن یِگِر           | تام بک          | کارآگاه       |          |             |          |          |          |          |          |          |             |             |             |             |             | نقش اصلی    | نقش اصلی    | نقش اصلی    | نقش اصلی    | نقش اصلی    | نقش اصلی    |             |          |           |
| الکس برَندِت       | وینتسنس کیفر    | کارآگاه       |          |             |          |          |          |          |          |          |             |             |             |             |             |             |             |             |             |             | نقش اصلی    | نقش اصلی    | نقش اصلی |           |
| پاول رِنِر         | دنیل روزنر      | کارآگاه       |          |             |          |          |          |          |          |          |             |             |             |             |             |             |             |             |             |             |             |             | نقش اصلی | نقش اصلی  |
| کیم کروگز        | کاتیا وی‌وود     | رئیس پلیس     |          |             |          |          |          |          |          |          |             |             |             |             |             | برخی قسمت‌ها | برخی قسمت‌ها | برخی قسمت‌ها | برخی قسمت‌ها | برخی قسمت‌ها | برخی قسمت‌ها | برخی قسمت‌ها | نقش اصلی | نقش اصلی  |
| جنیفر دُرن        | کاترین هس       | کارآگاه       |          |             |          |          |          |          |          |          |             |             |             |             |             |             |             | برخی قسمت‌ها | برخی قسمت‌ها | برخی قسمت‌ها | برخی قسمت‌ها | برخی قسمت‌ها | نقش اصلی | نقش اصلی  |
| هارتموت فرُیند    | نیلز کِروین      | واحد صحنه جرم |          |             |          |          |          |          |          |          | برخی قسمت‌ها | برخی قسمت‌ها | برخی قسمت‌ها | برخی قسمت‌ها | برخی قسمت‌ها | برخی قسمت‌ها | برخی قسمت‌ها | برخی قسمت‌ها | برخی قسمت‌ها | برخی قسمت‌ها | برخی قسمت‌ها | برخی قسمت‌ها | نقش اصلی | نقش اصلی  |
| سوزان کُنیش       | دنیلا ووته      | منشی          |          |             |          |          |          |          |          |          |             |             |             | برخی قسمت‌ها | برخی قسمت‌ها | برخی قسمت‌ها | برخی قسمت‌ها | برخی قسمت‌ها | برخی قسمت‌ها | برخی قسمت‌ها | برخی قسمت‌ها | برخی قسمت‌ها | نقش اصلی | نقش اصلی  |
| آنا اِنگِلهارت     | شارلوت شواب     | رئیس پلیس     | نقش اصلی | نقش اصلی    | نقش اصلی | نقش اصلی | نقش اصلی | نقش اصلی | نقش اصلی | نقش اصلی | نقش اصلی    | نقش اصلی    | نقش اصلی    | نقش اصلی    | نقش اصلی    |             |             |             |             |             |             |             | یک قسمت  |           |

## کشورهای پخش کننده
| - افغانستان - استرالیا - اتریش - بلژیک - بلغارستان - کانادا - شیلی - چین - کرواسی - چک |  | - اکوادور - استونی - فرانسه - آلمان - مجارستان - هند - ایران - ایتالیا - لتونی - لیتوانی |  | - مقدونیه شمالی - مکزیک - هلند - لهستان - پرتغال - رومانی - روسیه - سنگاپور - صربستان - اسلواکی |  | - اسلوونی - آفریقای جنوبی - کرهٔ جنوبی - اسپانیا - ترکیه - اوکراین - بریتانیا - ایالات متحده آمریکا - ویتنام - برزیل |  |